# Jens Naessens
Jens Naessens (Deinze, 1º aprile 1991) è un calciatore belga, attaccante del SK Roeselare.

## Caratteristiche tecniche
Prima punta, Naessens può giocare anche come seconda punta.